# Městské opevnění (Louny)
Městské opevnění je dominantní částí středověkého obranného systému města Louny. V 19. století byla velká část hradeb stržena a zasypány byly i příkopy, nejsouvisleji se zachovala fortifikace přelomu 15. a 16. století v severní sekci hradeb.

## Historie

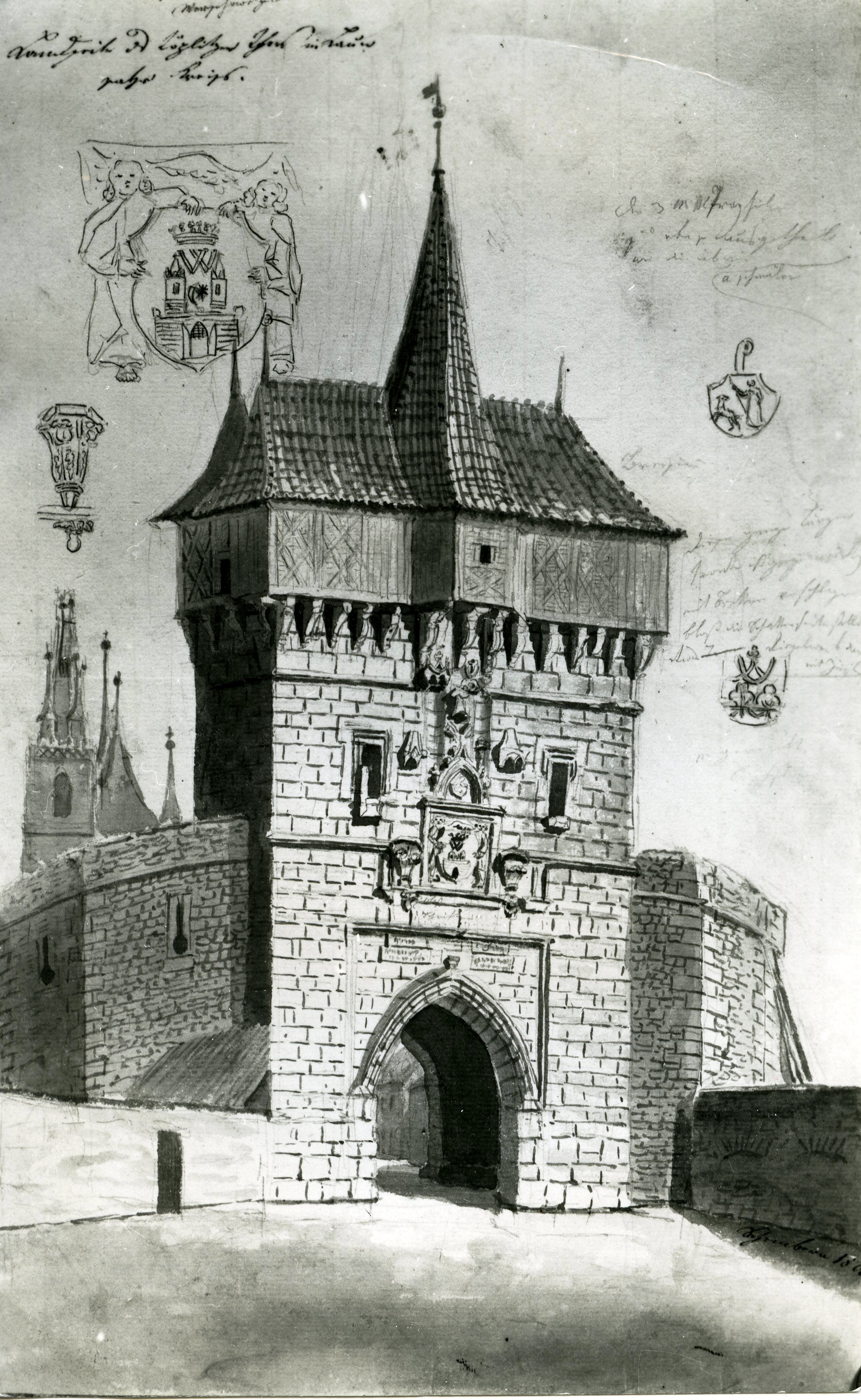
Žatecká brána na kresbě Josefa Šembery z roku 1822

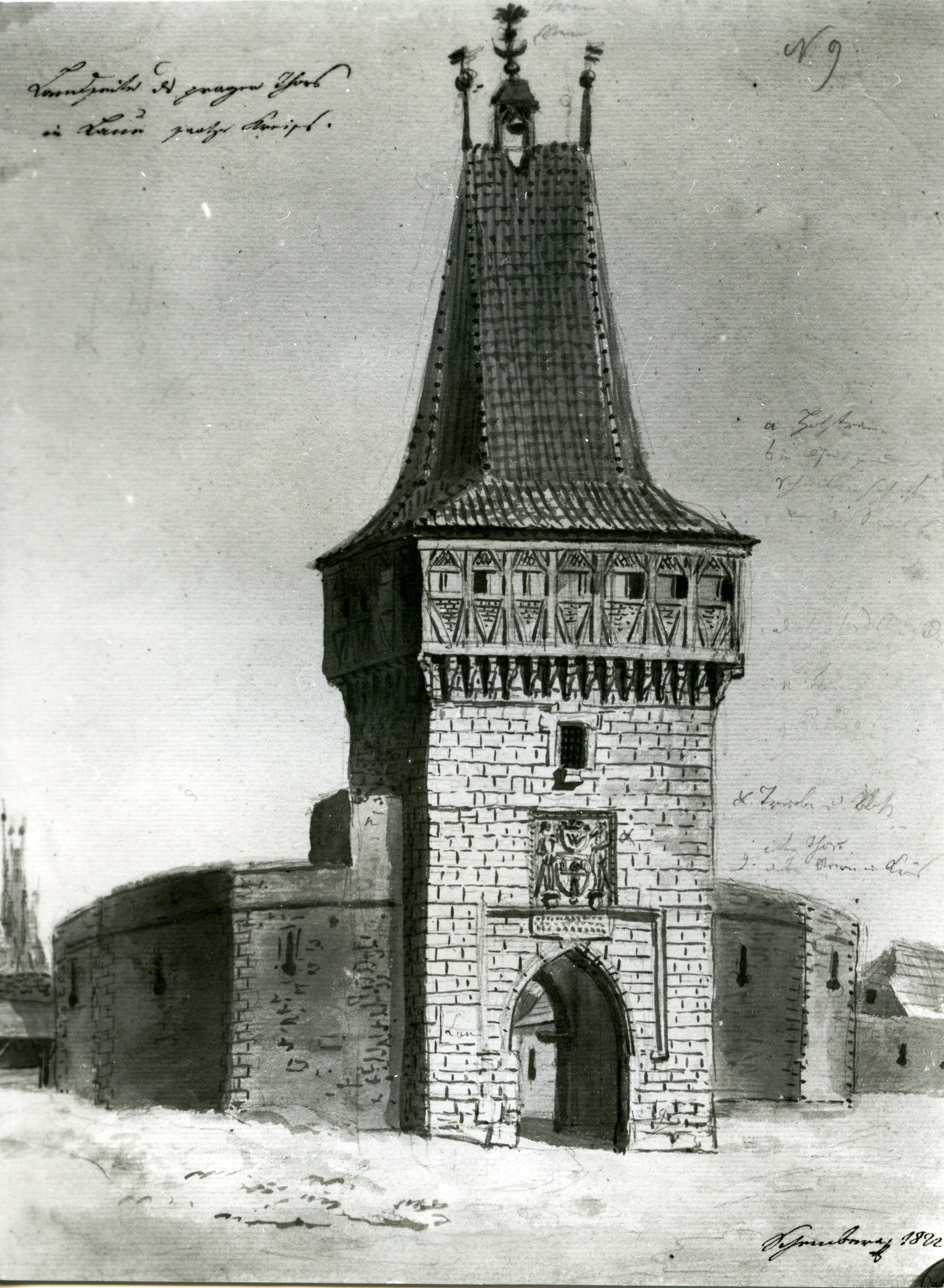
Pražská brána na kresbě Josefa Šembery z roku 1822

K opevnění města docházelo postupně zároveň s jeho založením někdy po polovině 13. století. První písemná zmínka o hradbách se objevuje v listině Jana Lucemburského z listopadu 1317. Král v ní městu Louny na šest let odpouští placení zemské berně, aby si mohlo opravit hradby. Z textu vyplývá, že alespoň část opevnění už byla zděná a opatřená příkopy. Král se mohl o stavu opevnění přesvědčit na vlastní oči, protože čtyři dny před vydáním listiny v Lounech pobýval. Na opravy a rekonstrukce hradeb získaly Louny od panovníků v předbělohorském období i další privilegia: v roce 1377 od Karla IV. a roku 1389 od Václava IV. Poslední pak od Ludvíka Jagellonského, když v březnu 1517 raněgotickou podobu města zničil velký požár.
To už ale měl hradební systém za sebou velkou rekonstrukci, která probíhala průběžně po celou 2. polovinu 15. století. Bylo to v souladu s obecnou tendencí, kdy v poděbradské a jagellonské době královská města rekonstruovala své fortifikační systémy. V městských účtech se v průběhu let 1451–1471 objevují termíny "nová bašta", hloubí se příkopy, staví se "nové zdi". V roce 1457 vyplácelo město některým obyvatelům odškodné za zbořené budovy. Je pravděpodobné, že právě v této době došlo k vybudování parkánové hradby s příkopem, která obkroužila celé město. Byla vybavena baštami, z nichž dvě se částečně dochovaly: Hrotitá bašta za čp. 387 v Táboritské ulici byla v roce 1878 přestavěna na sýpku, rovněž bašta za čp. 136, patrná z ulice Na valích, byla původně zahrocená.

Na Willenbergově vedutě z roku 1602 jsou vyobrazeny branky Žateckého předměstí s dlátkovými střechami, val před barbakánem dnešní Žatecké brány a za ní dlátková střecha vnitřní Žatecké brány

Pražské předměstí na Willenbergově vedutě. V popředí věžovitý barbakán Pražské brány, za ní střecha vnitřní Pražské brány. Na konci předměstí branka vedoucí k šibenici

Další velká rekonstrukce hradeb byla podniknuta po požáru v roce 1490. Je pravděpodobné, že někdy v té době vznikl třetí pás hradeb. Určitou indicii představuje nápis na průčelí Žatecké brány, který ji datuje do roku 1500. Podle Vladislava Razíma vznikly v Lounech postupně tři hradební pásy. Nejstarší byla hlavní hradba, která vznikala po založení města. Z té nezůstalo prakticky nic. Její fragmenty byly patrné ve sklepení zbořené budovy čp. 72 v Hilbertově ulici v sousedství synagogy. Pozůstatky hlavní hradby jsou dochovány ve sklepeních čp. 144 a čp. 11 v Žatecké ulici a za čp. 137 v ulici Beneše z Loun. Hlavní hradba zanikla, resp. ztratila svou funkci nejpozději před polovinou 16. století. Slovenský humanistický básník Martin Rakovský (asi 1535–1579), který po tři roky řídil městskou školu a v roce 1558 vydal latinskou oslavnou báseň s popisem Loun, už mluví jen o dvou hradebních okruzích.

Parkánová hradba, která vznikala od poloviny 15. století, se dochovala alespoň zčásti. Na jižní straně z ní zbyly zmíněné zbytky dvou bašt, zdi patrné z východní části ulice Na Valích a zeď spojující obě bašty v zadních traktech domů stojících před vyústěním ulice Na Valích u Žatecké brány. Třetí pás tvořila vnější hradba, která je dnes dobře patrná. Vznikala někdy kolem roku 1500. 

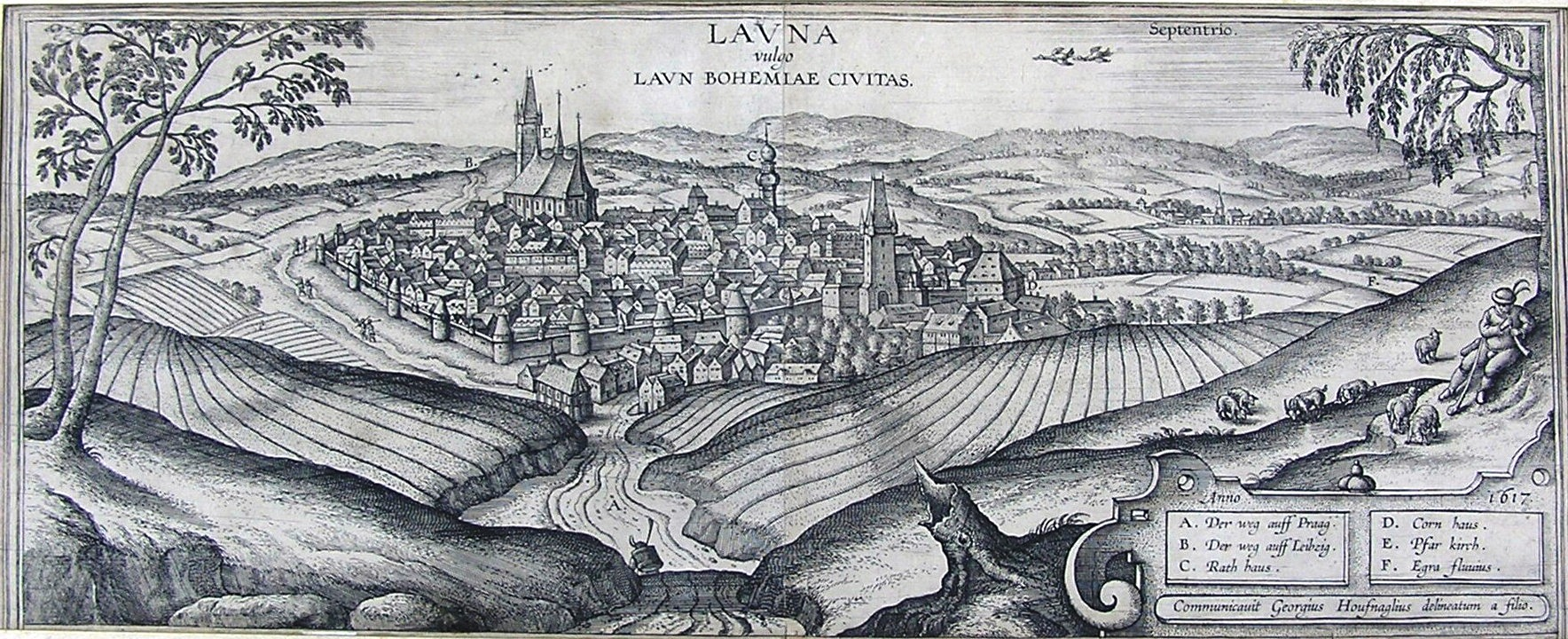
Louny na rytině Jana Houfnagla z roku 1617. Kresebná předloha k ní vznikla kolem roku 1600

 Dochovala se ve směru od Žatecké brány po celé severní straně města. Její součástí je i několik bašt, přičemž ta v severovýchodním nároží, pod tzv. Dívčími školami, byla postavena roku 1590. Původně měla dvě zaoblená nároží, to východní bylo zbořeno. Příkop před vnější hradbou na jižní straně města byl v roce 1594 napuštěný vodou. Na severní straně, vzhledem ke svažitosti terénu, byl hradební pás jen jeden: původní hlavní hradbu vystřídala vnější. Na některých baštách i v hradebních zdech se dochovaly klíčové střílny.
Již od založení města se do něj vstupovalo dvěma branami: Žateckou a Pražskou. Obě byly opatřeny barbakánem. Z obou bran zbyl pouze barbakán Žatecké brány, postavený v roce 1500. Vlastní věžová průjezdní brána stávala asi 90 metrů za ním, na rozhraní domů čp. 10 a 11 v Žatecké ulici. Přesný rok jejího zboření se nepodařilo zjistit. Karel Kuča se domnívá, že ke zboření obou vnitřních bran došlo mezi roky 1836–1845. Stávající barbakán, dnešní Žatecká brána, měl předchůdce, který je písemně doložený v roce 1471. Příkop mezi branou a barbakánem překlenoval kamenný most. Poprvé je doložený v roce 1470, kdy se dláždil. Na mostě mezi branou a barbakánem byly obchody, které město pronajímalo. V polovině 15. století vybíralo nájem od dvou zámečníků, kteří měli krámky proti sobě. Před barbakánem byl val, patrný na Willenbergově vedutě ze začátku roku 1602, a rybník, ve kterém se chovaly ryby.

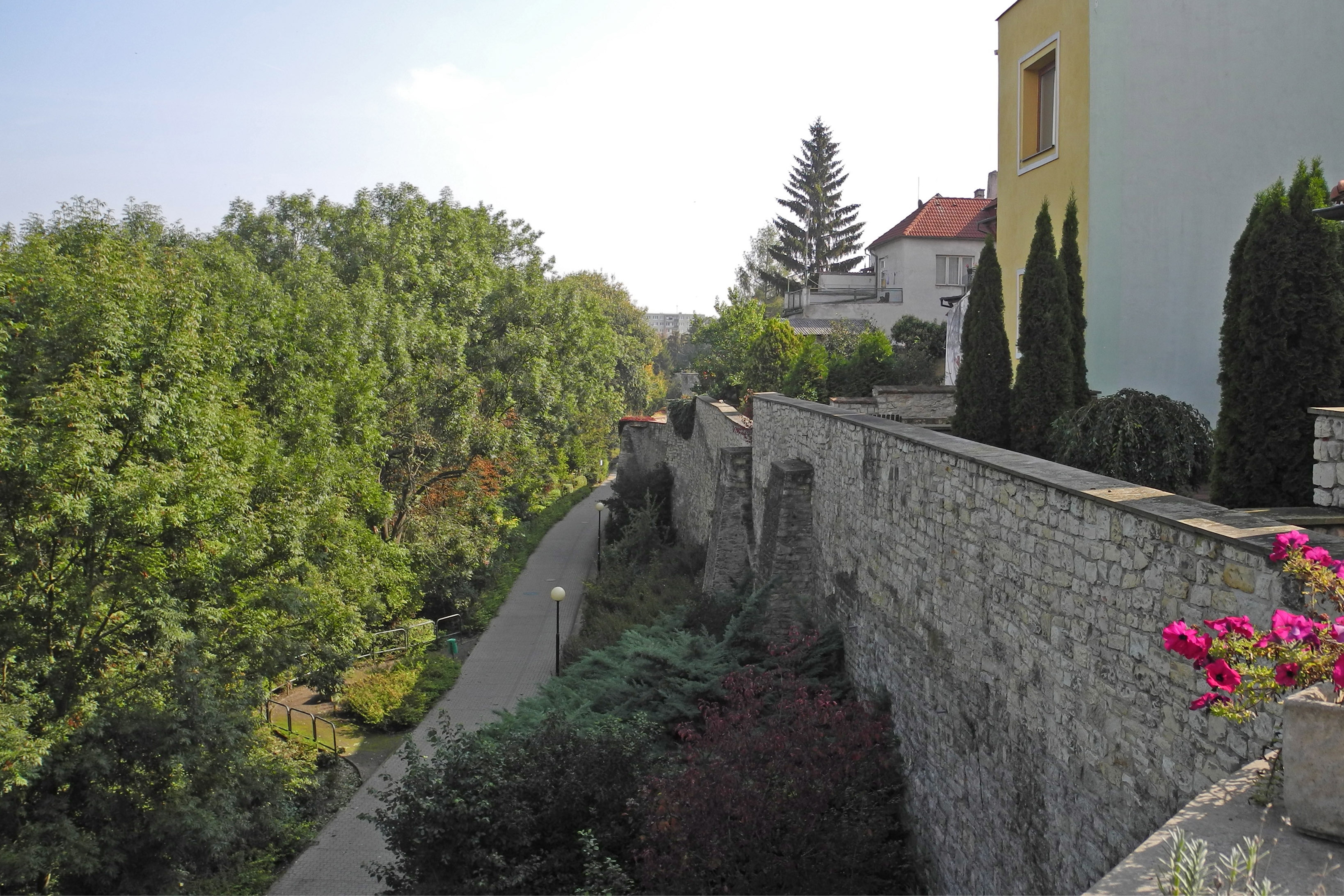
Vnější hradební pás na severní straně města

Východní vjezd do města chránila Pražská brána. Také ona se skládala z vnitřní a vnější brány. Rakovský, který ji viděl, popisuje vnitřní bránu jako objekt se dvěma věžemi, mezi nimiž byl průjezd. Rovněž datum jejího zboření neznáme. Naproti tomu až do roku 1861 stála vnější brána, který je zachycena na kresbě Josefa Šembery z roku 1822. Kamenické ozdoby z jejího průčelí jsou uloženy v depozitáři Oblastního muzea v Lounech v kostele svatého Petra. Také oba objekty Pražské brány odděloval přemostěný příkop, na mostě byly řemeslnické krámky. Prostor mezi oběma branami musel být poměrně rozlehlý: v listopadu 1620 se v něm sešli všichni plnoprávní měšťané, aby projednali kapitulaci před vojskem Albrechta z Valdštejna. Střecha vnitřní Pražské brány je také patrná na Willenbergově vedutě.

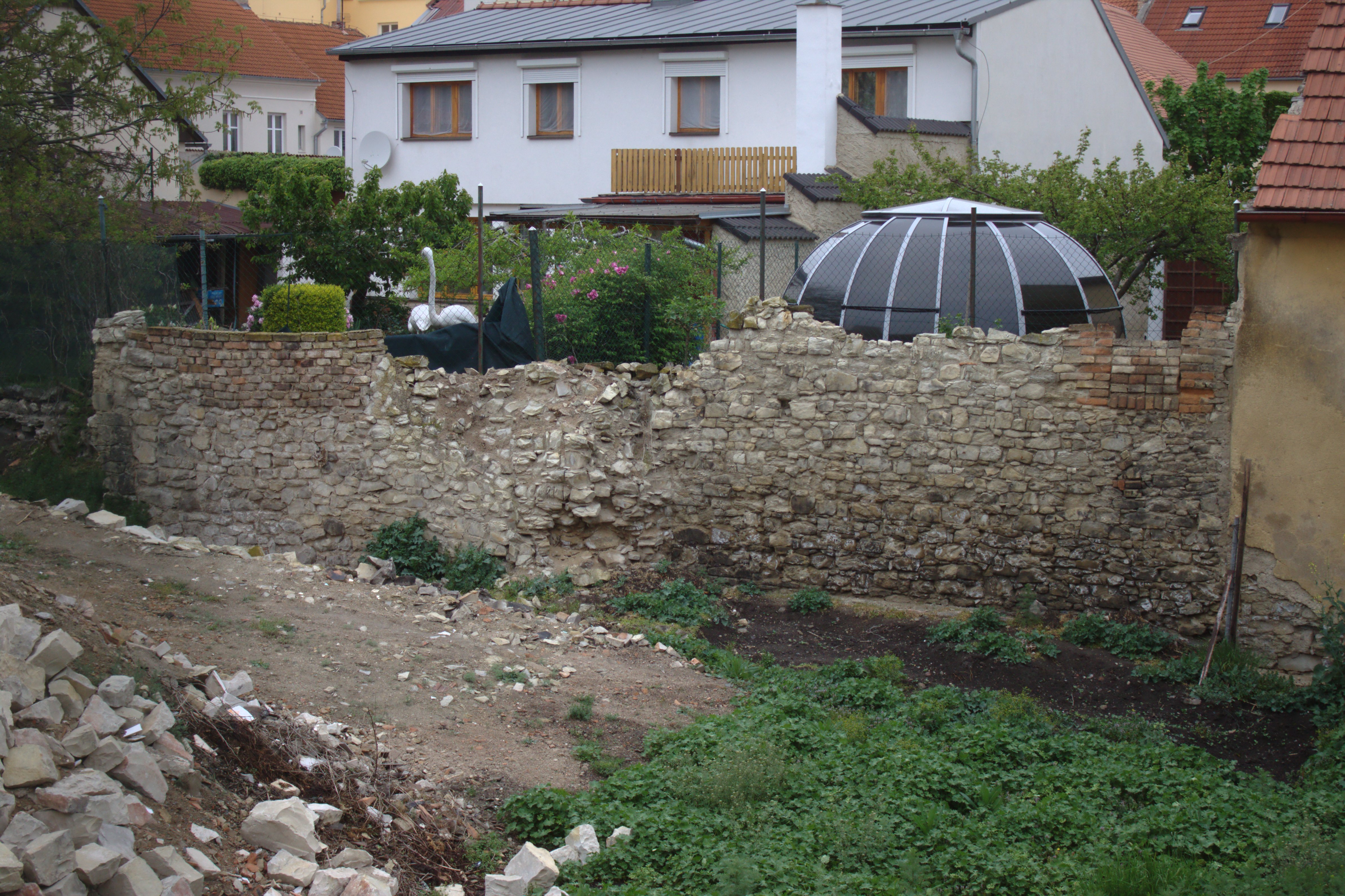
Zbytky parkánové hradby s torzem bašty v ulici Na Valích

Existovaly ale ještě další vstupy do města v podobě menších bran – forten. Na severní straně měly podobu hranolových věží a nazývaly se podle toku řeky – podobně jako obě brány, mlýny a předměstí: Horní a Dolní. V legendě je tak označil i Willenberg. Horní fortnou se sestupovalo k lázni a Hornímu mlýnu, dolní vedla k dalšímu mlýnu umístěném po proudu řeky. Třetí z forten stála za Židovskou (dnešní Českou) ulicí. Doložená je v letech 1604 a 1620.
Kromě městského jádra byla opevněna i obě předměstí, i když jejich hradební systém nebyl zdaleka tak sofistikovaný jako kolem centra města. Rozsáhlejší hradby obkroužily západní Žatecké předměstí. Martin Rakovský je popsal jako "starou zeď", která chrání jižní část předměstí. Dobu jejich postavení nelze s jistotou určit, pravděpodobně se tak stalo ve 2. polovině 15. století. Roku 1597 se začalo s jejich rekonstrukcí. Podle Willenbergovy veduty bylo v hradbách nejméně pět bran či forten, jedna z nich nesla název Žatecká. Pro cvičené vojsko ovšem předměstské hradby nepředstavovaly vážnou překážku. V listopadu 1620 se do Žateckého předměstí dostali Valdštejnovi vojáci právě fortnou. V 18. století už ohrazení předměstí ztratilo smysl a roku 1728 bylo strženo.
Není příliš pravděpodobné, že opevnění menšího, Pražského předměstí bylo kamenné. V dubnu 1547 se nakupovalo dubové dříví "k plotu a ohradě u Malého předměstí". Nicméně i v tomto ohrazení byla kamenná branka, vyobrazená je i na Willenbergově vedutě z ledna 1602. V roce 1544 se o ní píše jako o brance k šibenici, 1595 je nazvána "brána k Cítolibům" a 1599 se uvádí jako "branka k Praze". Hrazení kolem Pražského předměstí zaniklo asi ještě v 17. století.

## Hradby a lidé

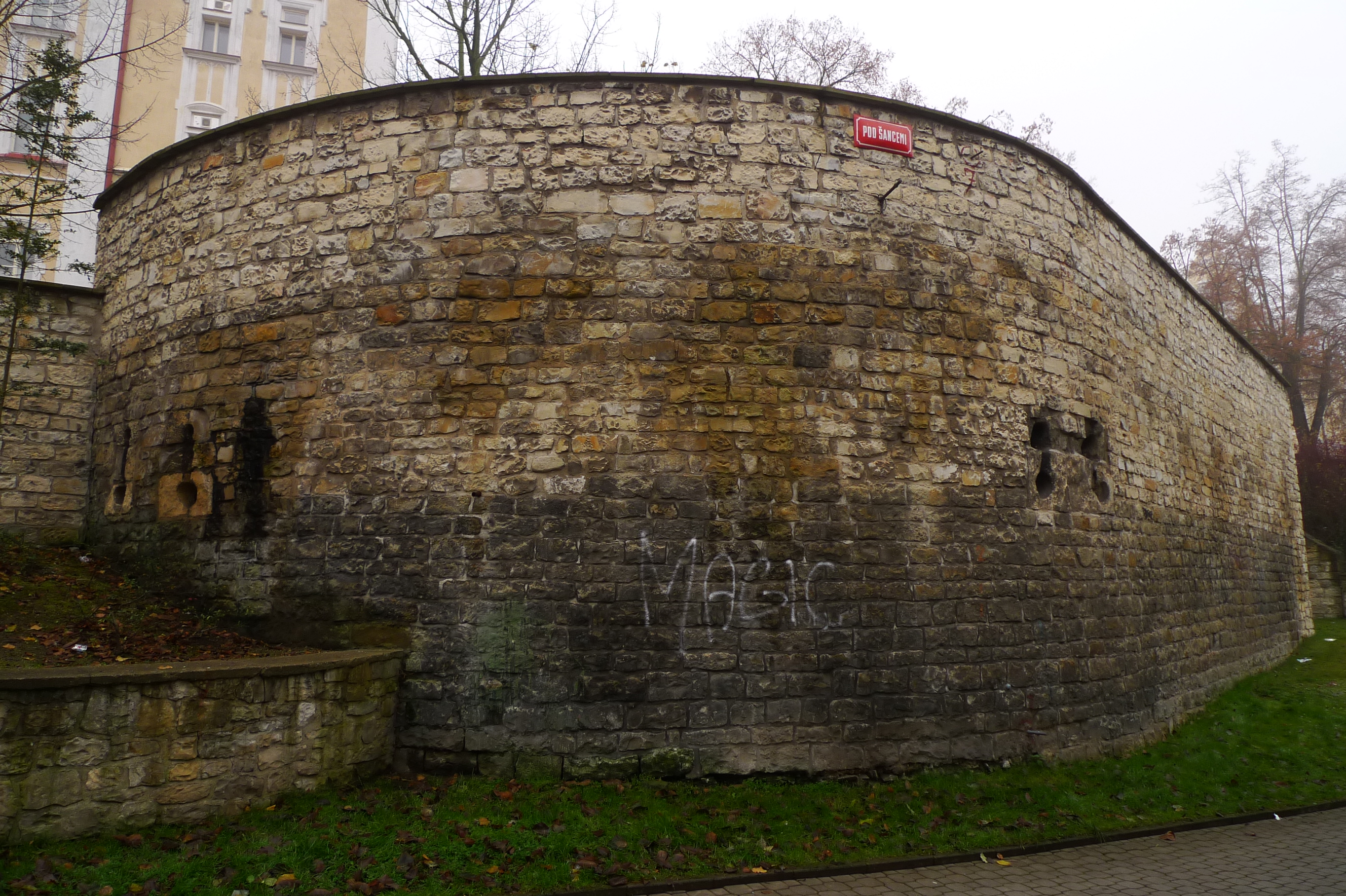
Torzo bašty z roku 1590 na severovýchodním nároží hradeb

V průběhu staletí si obyvatelé Loun objekty hradebního systému pojmenovávali. Názvy zřejmě nebyly konstantní a v průběhu desetiletí se měnily. Své názvy si pochopitelně podržely obě brány, Žatecká a Pražská. Jiná situace byla u bašt, věží a forten v hradebních pásech jak středu města, tak předměstí. V roce 1464 se opravovala věž Kruchta, v městském účetnictví se vyskytuje Bartoňova bašta i Žatecká bašta. Trvalý název v rozmezí let 1520–1620 měla bašta Čert. Bašta u jedné ze severních forten se jmenovala Beran. Bylo v ní zřízeno vězení. Jméno dostala od svého prvního nedobrovolného obyvatele, který zde byl uvězněný v roce 1587. V roce 1582 se opravovala branka Titěrka. Většinou se ale bašty, sousedící se zadními trakty obytných domů, identifikovaly podle jmen měšťanů, kteří příslušný dům vlastnili.
Klidné 16. století umožnilo, že část bašt přestala plnit svůj původní účel. Město začalo bašty pronajímat měšťanům, kteří je začali využívat ke svým potřebám a platili z nich nájem. Některé z bašt využívalo i město samo. V letech 1516–1523 sloužila jedna nebo dvě bašty jako sýpky, o Beranovi již byla řeč. V baště zvané Tůň zřídili radní ve 40. letech 16. století prachárnu. V Čertově baště sídlili během své služby ponocní. Roku 1604 byla v jedné z bašt zřízena komora pro trubače: od té doby se jí říkalo Trubačovská.
Provoz obou bran obstarávali branní. Měli postavení zaměstnanců města a spolu se svými pomocníky měli na starosti otevírat a zavírat brány. Večer odevzdávali klíče purkmistrovi.

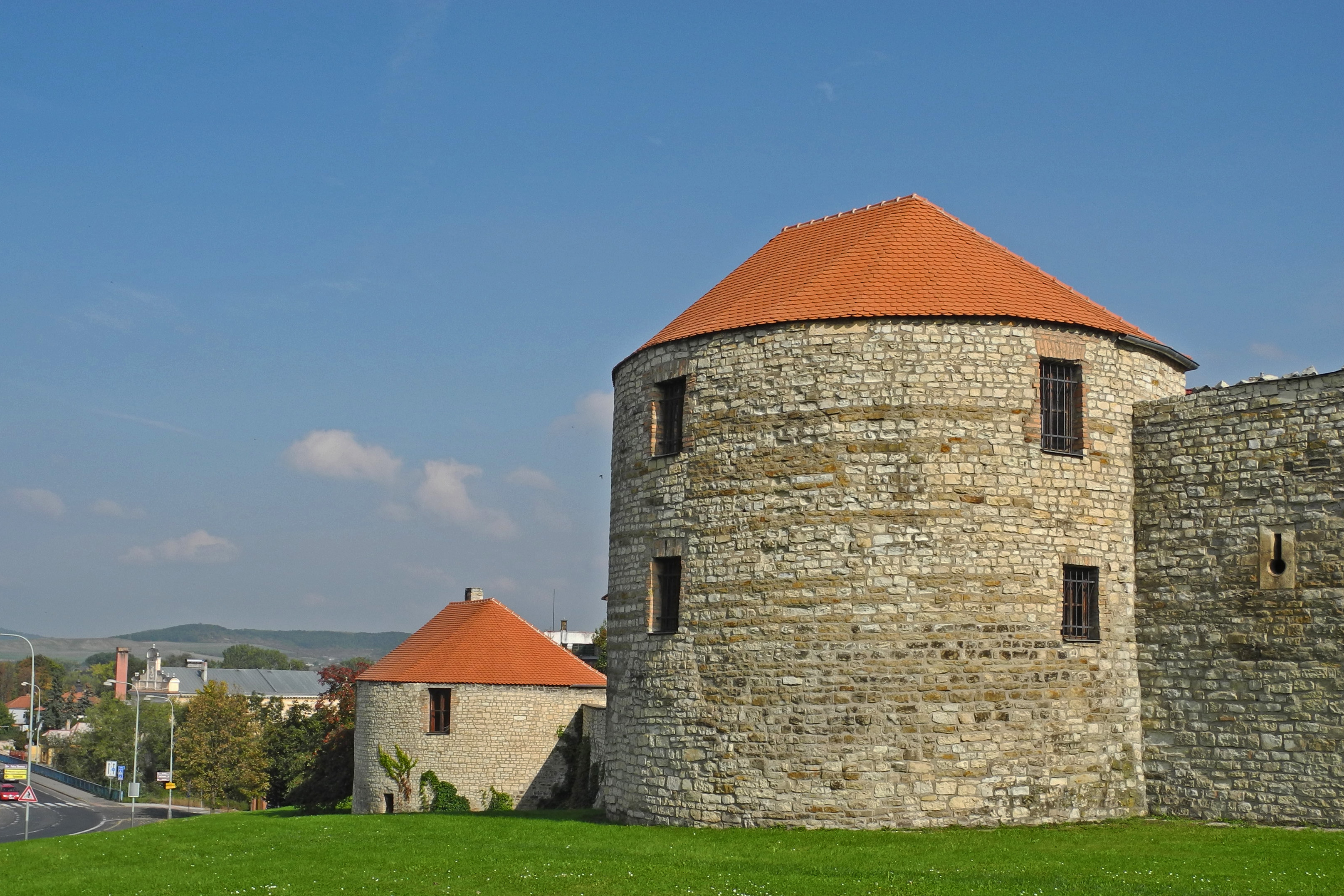
Bašty v západním pásu vnější hradby, postavené ve 2. polovině 15. století

V 15. – 17. století pracoval v každé z obou bran jeden branný s pomocníkem. Pravidelně jednou týdně dostávali od města plat. Brány se zavíraly hodinu nebo dvě po západu slunce. Další povinností branných byl výběr cla. K tomuto účelu jim město postavilo u brány celní budku. Branní také dohlíželi, aby se do města nedostali tuláci a žebráci. Lounským specifikem bylo, že město branným zadávalo narovnávání ohnutých hřebíků. Příplatky měli také za noční služby, když např. ras vyvážel nečistotu z jímek ve veřejných budovách (radnice, školy atd.) Branní měli v branách příbytky. Někteří působili ve funkci několik desítek let. Jedním z nich byl branný v Žatecké bráně Petr Papáček, pro něhož byla domovem v letech 1578–1597.
Na začátku 19. století ztratila pro Lounské jejich fortifikace význam. V letech 1843–1845 byly zbořeny hradby na východě a část hradeb na jihu. Koncem 19. století došlo i na zasypání příkopů. Žatecká brána byla v roce 1842 výrazně přestavěna v neogotickém stylu.
Lounské hradby neprošly nikdy vážnou zatěžkávací zkouškou. Pokud je známo, s jedinou výjimkou. Po bitvě u Želenic, která pro něj skončila vítězně, se v září 1438 pokusil Jakoubek z Vřesovic město dobýt, ale údajně se mu nepodařilo proniknout ani do předměstí. Během třicetileté války byly nakonec lounské brány nepřátelským armádám, ať už saské nebo švédské, vždy otevřeny.